# Associazione Vogherese Calcio 1949-1950
Questa voce raccoglie le informazioni riguardanti l'Associazione Vogherese Calcio nelle competizioni ufficiali della stagione 1949-1950.

## Rosa
| N. |                   | Ruolo | Calciatore       |
| -- | ----------------- | ----- | ---------------- |
|    | Italia (bandiera) | C     | Luciano Bazzotti |
|    | Italia (bandiera) | A     | Eugenio Bergonzi |
|    | Italia (bandiera) | D     | I. Bertero       |
|    | Italia (bandiera) | C     | Dante Cattaneo   |
|    | Italia (bandiera) | A     | G. Cavagna       |
|    | Italia (bandiera) | C     | I. Cavagna       |
|    | Italia (bandiera) | A     | A. Centenara     |
|    | Italia (bandiera) | A     | Paolo De Caro    |
|    | Italia (bandiera) | A     | L. Facchin       |

| N. |                   | Ruolo | Calciatore         |
| -- | ----------------- | ----- | ------------------ |
|    | Italia (bandiera) | A     | M. Gazzaniga       |
|    | Italia (bandiera) | C     | R. Generati        |
|    | Italia (bandiera) | P     | E. Lombardi        |
|    | Italia (bandiera) | C     | Carlo Maggi        |
|    | Italia (bandiera) | P     | Attilio Miglio     |
|    | Italia (bandiera) | D     | F. Mariani         |
|    | Italia (bandiera) | A     | Luigi Parrocchetti |
|    | Italia (bandiera) | C     | R. Perduca         |
|    | Italia (bandiera) | A     | Livio Risso        |